# معسكر عريفجان

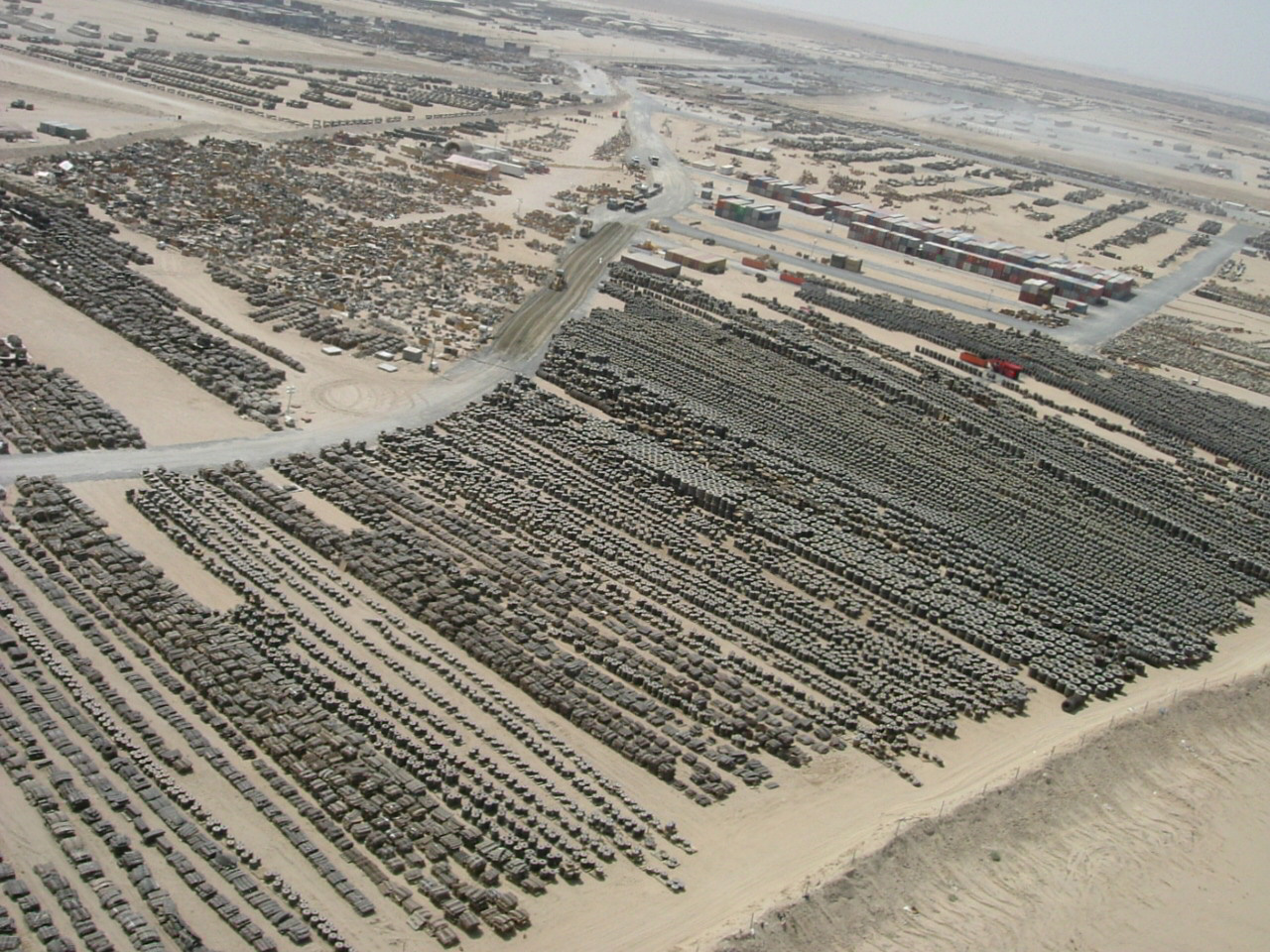
صورة جوية للمعسكر عريفجان وتظهر عدد هائل من المركبات والمدرعات والدبابات العسكرية عام 2004م.

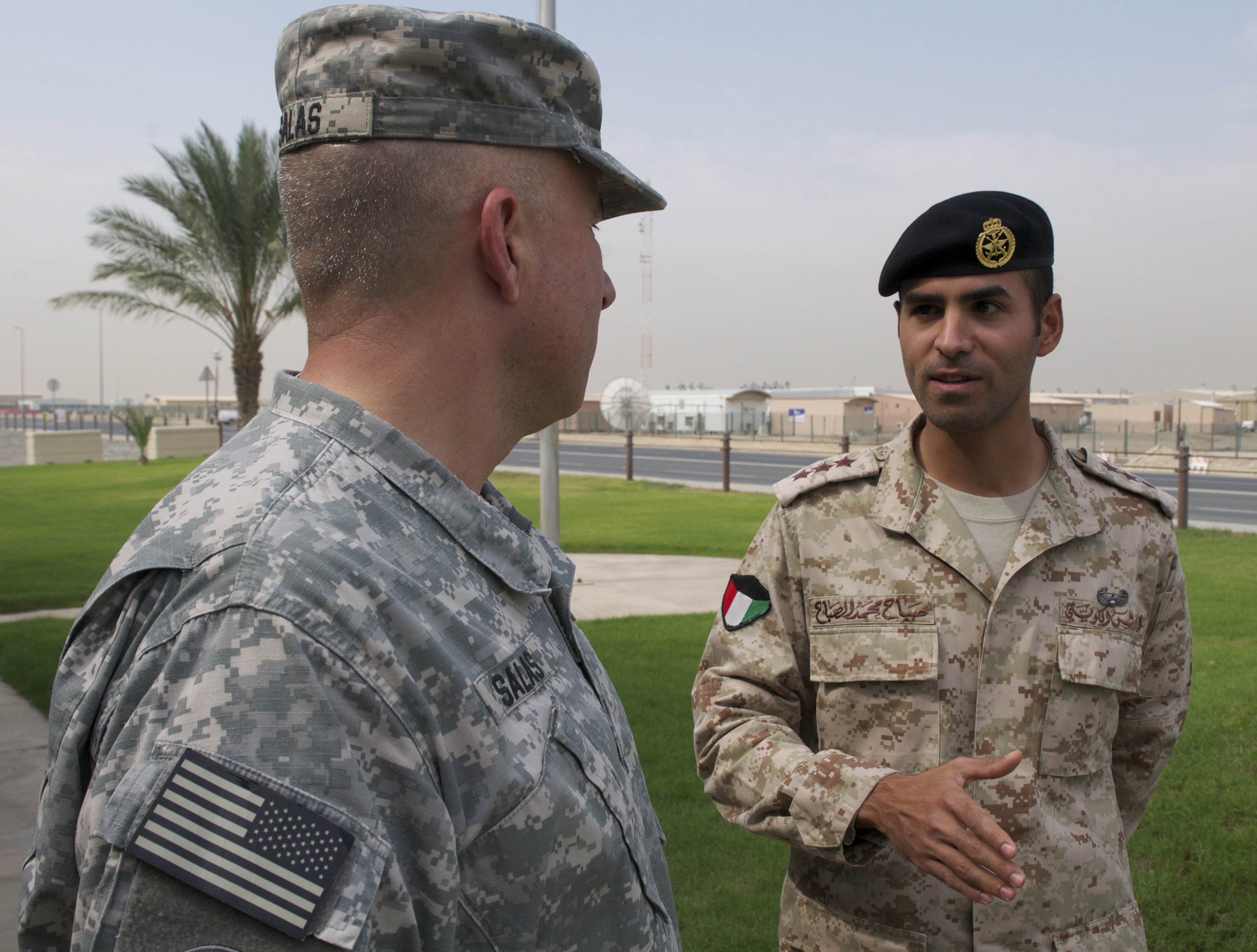
ضابط كويتي يتحدث مع ضابط أمريكي

معسكر عريفجان هو منشأة تابعة لـالقوات البرية للولايات المتحدة في الكويت تستضيف عناصر من القوات الجوية الأمريكية، بحرية الولايات المتحدة، قوات مشاة بحرية الولايات المتحدة وحرس السواحل الأمريكي. جرى تمويل المعسكر وبناؤه بواسطة حكومة الكويت. كما يتمركز في المعسكر عسكريون من المملكة المتحدة، أستراليا، كندا، رومانيا وبولندا. يقع معسكر عريفجان جنوب مدينة الكويت وغرب ميناء الشعيبة (المعروف بالميناء العسكري للتفريغ/التحميل SPOD) وقاعدة الكويت البحرية (KNB). ينقسم المعسكر إلى سبع مناطق.
يُستخدم معسكر عريفجان كمنشأة عسكرية أمريكية تعمل كقاعدة لوجستية أمامية، ومرفق لتصنيف وصيانة الطائرات (مهمة قوة AVCRAD) على مستوى مسرح جنوب غرب آسيا (عبر مطار باتون العسكري)، وقاعدة دعم أرضي للمروحيات، بالإضافة إلى كونه مرآباً للمركبات المصفحة وغير المصفحة. المركبات العسكرية الأمريكية التي لم تُزوّد بدرع إضافي جديد في الولايات المتحدة قبل نشرها في القيادة المركزية الأمريكية—والتي تعد بالآلاف—جرى تدريعها في معسكر عريفجان.
كما يمر عبر المعسكر عشرات الآلاف من العسكريين والمتعاقدين في طريقهم من وإلى دول جنوب غرب آسيا. العسكريون المتمركزون في المعسكر ينقسمون إلى عدة أوضاع؛ كثير منهم في الخدمة الفعلية ضمن "تغيير دائم للمحطة" لمدة سنة واحدة (PCS)، بينما يأتي بعضهم في "تغيير مؤقت للمحطة" (TCS). كما توجد وحدات من الحرس الوطني والاحتياط تدعم مهاماً مختلفة في مسرح جنوب غرب آسيا لفترات متنوعة.

## الوحدات
- اللواء الثالث للدعم (الولايات المتحدة) (فرقة المشاة الثالثة – مهمة "مزود") (يونيو 2021 – مارس 2022)[2]
- اللواء السادس والثلاثون للدعم، الحرس الوطني لجيش تكساس (مهمة "فينيكس") (مارس–نوفمبر 2022)[3]
- اللواء 369 للدعم (الولايات المتحدة)، الحرس الوطني لجيش نيويورك (مهمة "هيلفايتر") (نوفمبر 2022 – حتى الآن)[3]
- قيادة الدعم المسرحي الأولى
- مجموعات الدعم اللوجستي البحرية الاستكشافية الأمامية (NAVELSG) فندق–بابا
- كتائب الجمارك البحرية "أوسكار–تانغو"

## التاريخ

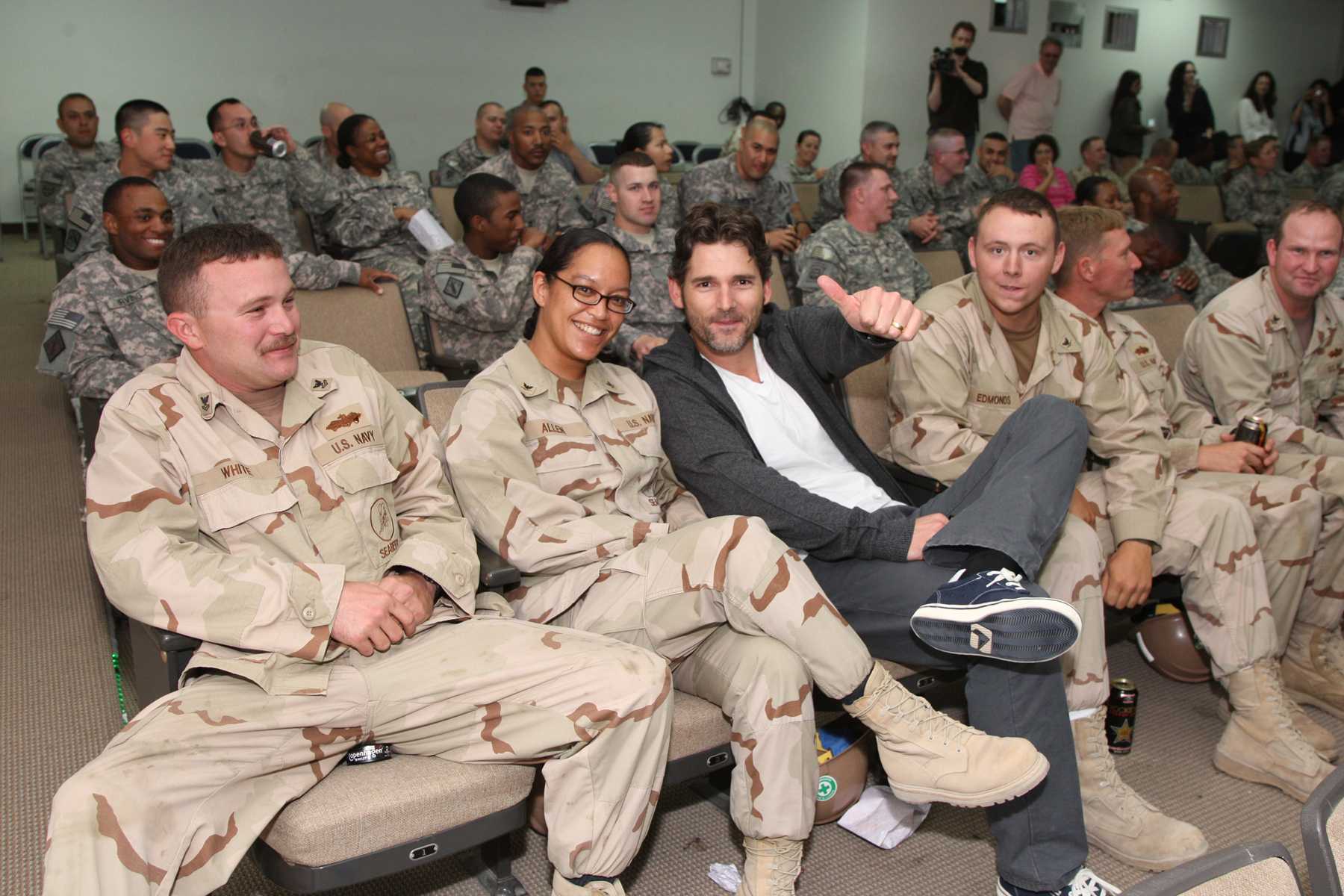
الممثل الأسترالي إريك بانا داخل معسكر عريفجان بالكويت.

بسبب تفجير أبراج الخبر عام 1996 في السعودية المجاورة، قرر الجيش الأمريكي استبدال معسكر الدوحة قرب البصرة بقاعدة أكثر حماية من الهجمات الإرهابية. في يوليو 1999، بدأت الحكومة الكويتية ببناء معسكر عريفجان جنوب العاصمة.
حيث نجحت المفاوضات المشتركة بين الحكومة الأمريكية والحكومة الكويتية لإبقاء القوات الأمريكية في الكويت، وتعد قاعدة عريفجان أكبر القواعد العسكرية الأمريكية في دولة الكويت، وكانت قاعدة عريفجان محطة لتدريب الجنود الأمريكيين للذهاب لمهمات عسكرية في العراق وأفغانستان، كما يوجد في المعسكر قاعدة العديري للتدريب وكذلك محطة استراحة للضباط والجنود الأمريكيين العائدين من العراق وأفغانستان للعودة إلى الولايات المتحدة الأمريكية، ولم يتأكد الرقم الدقيق لتعداد الوجود العسكري الأمريكي فقيل أن عددهم لا يتعدى 9 آلاف ضابط وجندي أمريكي، إذا أكمل الجندي الأمريكي في المعسكر لخدمة بلادهم سنتين كاملتين داخل دولة الكويت فيحق له إحضار عائلته إلى المعسكر للإسكان.

## مطار باتون للجيش

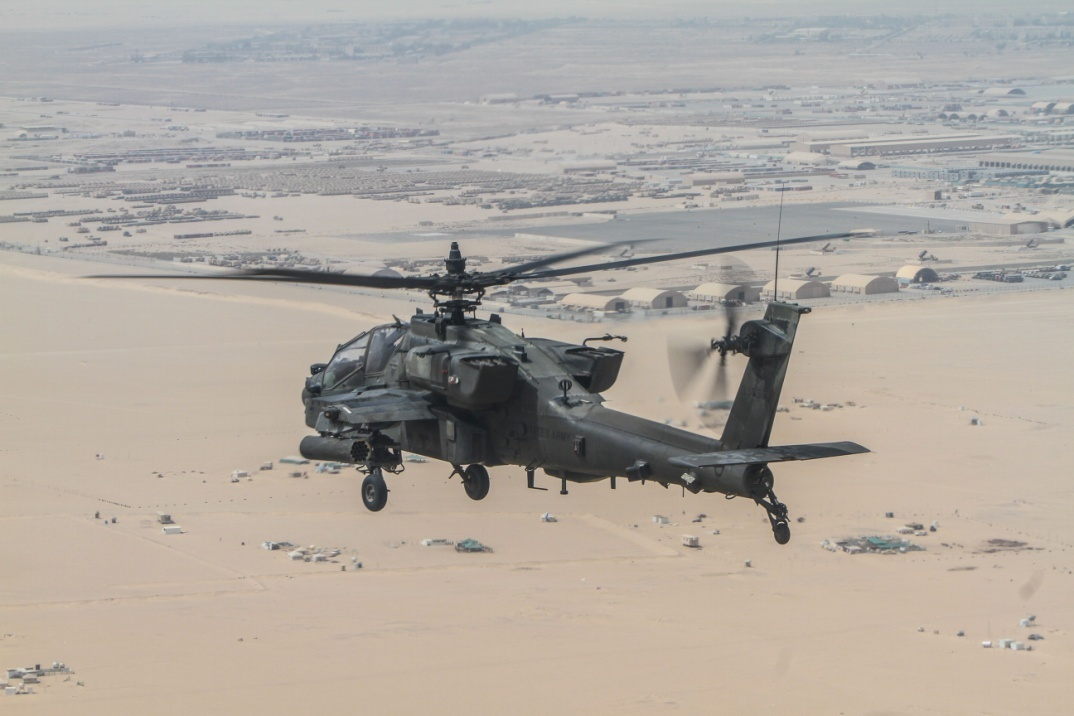
مروحية أباتشي إيه إتش-64 تابعة للجيش الأمريكي تستعد للهبوط في مطار باتون عام 2015

مطار باتون العسكري (معرف الموقع: OK2A) هو مطار تابع لـالقوات البرية للولايات المتحدة يقع ضمن حدود المعسكر. يُدار المطار بواسطة عناصر من الحرس الوطني (الولايات المتحدة) ضمن مرافق تصنيف وصيانة الطائرات (AVCRADs). يوفر المطار دعماً تنظيمياً (AVUM)، ودعماً متوسطاً (AVIM)، وصيانة محدودة على مستوى المستودعات للعديد من أصول الطيران العسكري الأمريكي في مسرح جنوب غرب آسيا. سُمي المطار تخليداً لذكرى الجنرال جورج باتون.

## المرافق
شهدت القاعدة تغييرات عديدة في السنوات الأخيرة، شملت بناء نحو ستة ثكنات جديدة، ومئات من الثكنات "المؤقتة" أو الانتقالية المعروفة بمباني الخرسانة مسبقة الصب (PCBs)، وثلاث قاعات طعام، وإنشاء ثلاثة متاجر عسكرية (AAFES)، بالإضافة إلى إضافة رئيسية للطرق المعبدة داخل المعسكر. يتمركز في معسكر عريفجان نحو 9,000 فرد، إضافة إلى عدد من الجنسيات الأجنبية العاملة في القاعدة. ويعتمد تشغيل المرافق بشكل أساسي على متعاقدين من الجيش الأمريكي.
يسمح قادة القاعدة لتجار محليين وتجار من دول أخرى بفتح متاجر صغيرة داخل بهو المتجر الرئيسي، كما يُسمح لبعض الباعة بإقامة أسواق كبيرة على الطراز العربي يومي الأربعاء والأحد.
يضم المعسكر العديد من مطاعم الوجبات السريعة مثل: بيتزا هت، تشارليز صبز، هارديز، ثلاثة فروع من صبواي، برغر كينغ، بيتزا إن، تاكو بيل، كنتاكي فرايد تشيكن، باسكن روبنز، باندا أورينتال، غرين بينز كوفي، فرعان من ستاربكس، كوفي بين آند تي ليف، وسينامونستر. كما يوجد مطعم كبير تابع لتشيليز بسعة 250 مقعداً، بالإضافة إلى ثلاث قاعات طعام عسكرية (DFACs) يقدم بعضها أربع وجبات يومياً.
يُعرف المعسكر شعبياً بالاختصار "AJ"، أو باسم "معسكر السجن الإفريقي" (Afri-jail).

## الطقس داخل المعسكر

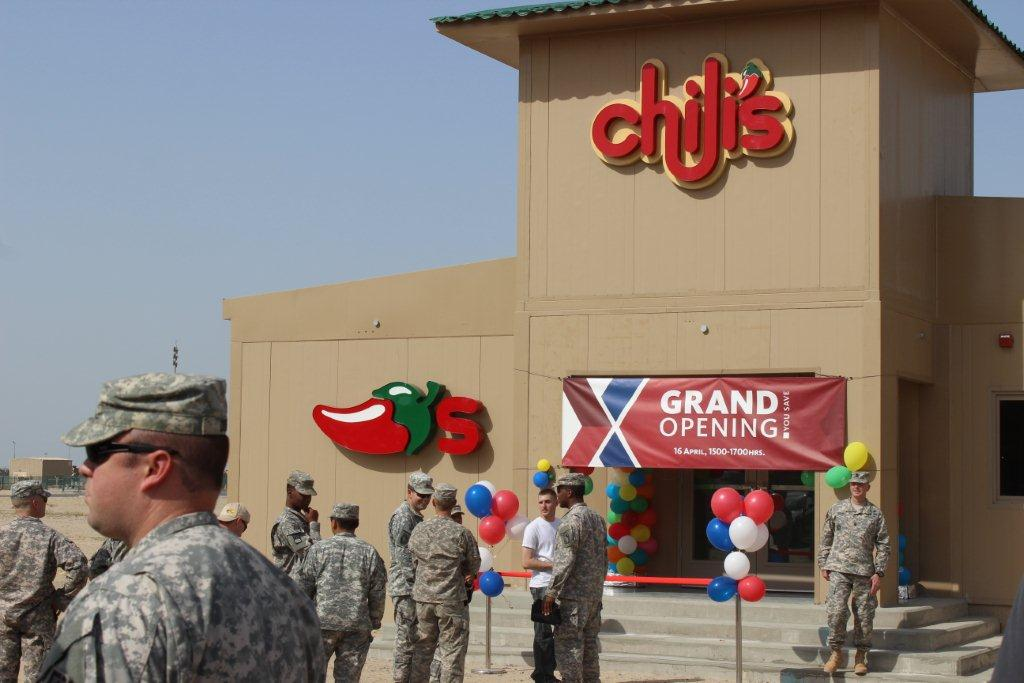
افتتاح مطعم تشيليز في معسكر عريفجان، الكويت، من قبل شركة الغنيم للتجارة وشركة الحضارة الخليجية.

إن الطقس داخل في المعسكر التدريبي والتأهيلي صعب، بسبب ارتفاع درجة حرارة الجو كون أن معسكر عريفجان موجود في منطقة صحراوية.

## زيارات
زار وفد من الحرس الوطني الكويتي لقاعدة عريفجان الأمريكية بغرض الزيارة ورغبة في تبادل الخبرات بين الحرس الوطني الكويتي والقوات الأمريكية.

## الخدمات التي تتوفر في المعسكر
يوفر المعسكر للجنود الأمريكيين والضباط الكبار عددا، جميع الخدمات الترفيهية، وتتكون من المطاعم والنوادي الرياضية والنوادي الليلية وعرض السينما وحمامات السباحة والمصارف التحويلية والمحلات التجارية بالإضافة إلى المسارح التي تهدف إلى رفع معنويات الضباط والجنود الأمريكيين، وكما أن التعامل المالي في القاعدة لا يكون إلا بالدولار الأمريكي.

## وصلات خارجية
- من موقع غلوبال سكيورتي الأمريكية
- تعريف قاعدة عريفجان من الموقع الرسمي للقوات الأمريكية